# Amaretto

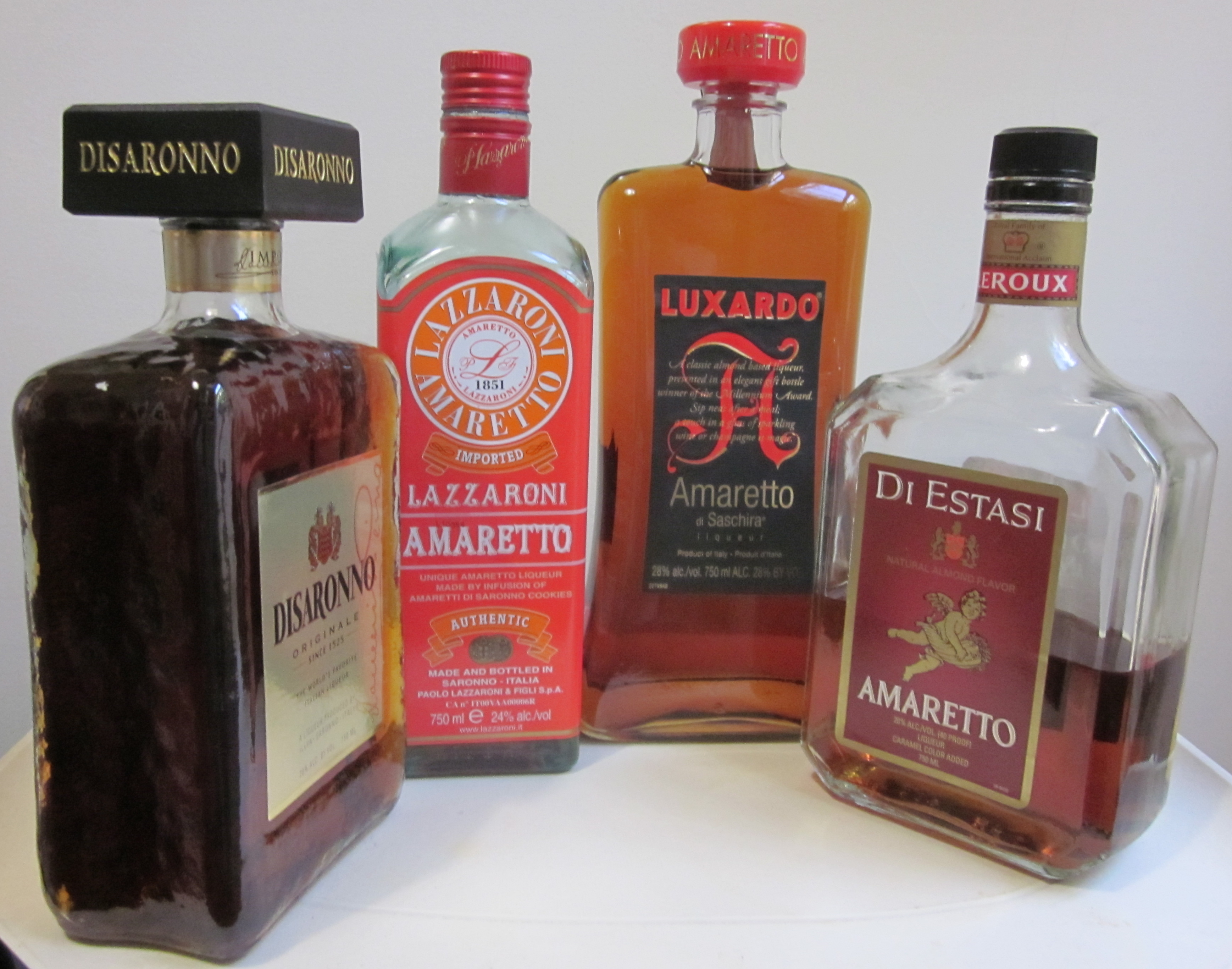
Chai rượu Amaretto.

Amaretto là một loại rượu có nguồn gốc từ Saronno của Ý, chúng được làm từ các nguyên liệu phổ biến là nhân của hạt mơ hoặc hạnh nhân, đôi khi cả hai. Mặc dù Amaretto được làm từ nguyên liệu chủ yêu là nhân của hạt mơ nhưng nó có vị ngọt giống như hương vị của quả anh đào.
Trong tiếng Ý, Amaretto có tên gõi tắt là amaro (nghĩa là "đắng"), chỉ dẫn về hương vị khác biệt của nó bằng từ mượn " mandorla amara" - vị đắng của hạnh nhân & nhân của quả hạnh.